# Il passaggio della linea
Il passaggio della linea è un documentario del 2007 scritto e diretto da Pietro Marcello.
È stato presentato nella sezione Orizzonti alla 64ª Mostra del cinema di Venezia ed è stato nominato come miglior documentario ai David di Donatello 2008.
Il titolo deriva da un'opera di Georges Simenon, Le passage de la ligne (pubblicato in Italia con il titolo La linea della fortuna), di cui viene citata una frase in apertura del film: «Tre volte ho attraversato la linea di confine, la prima volta di frodo, con l'aiuto di un contrabbandiere, in qualche modo, almeno una volta legittimamente, sicuramente sono stato uno dei rarissimi che sono tornati di spontanea volontà al punto di partenza».

## Trama
Il documentario narra le traversie, piccole e grandi, dei pendolari ferroviari di notte: le migliaia di passeggeri dei treni, che macinano quotidianamente chilometri, principalmente per motivi di lavoro, ma non solo, osservando un paese sordo e indifferente alle loro singole storie. La nazione si rispecchia nelle vetrine delle stazioni, accomunate tutte da un aspetto uniforme, tetro e impersonale e da carrozze sempre più vecchie. Una delle testimonianze è del novantaduenne Arturo, che di notte dormiva sui treni e viveva viaggiando tra Roma e Bolzano.

## Distribuzione
Il film è stato distribuito in DVD nel 2008 da Internazionale.

## Riconoscimenti
- 2007 - Mostra internazionale d'arte cinematografica
  - Menzione speciale Doc/IT
  - Premio Pasinetti Doc